# Дрімлюга бразильський
Дрімлюга бразильський (Nyctipolus hirundinaceus) — вид дрімлюгоподібних птахів родини дрімлюгових (Caprimulgidae). Ендемік Бразилії.

## Опис

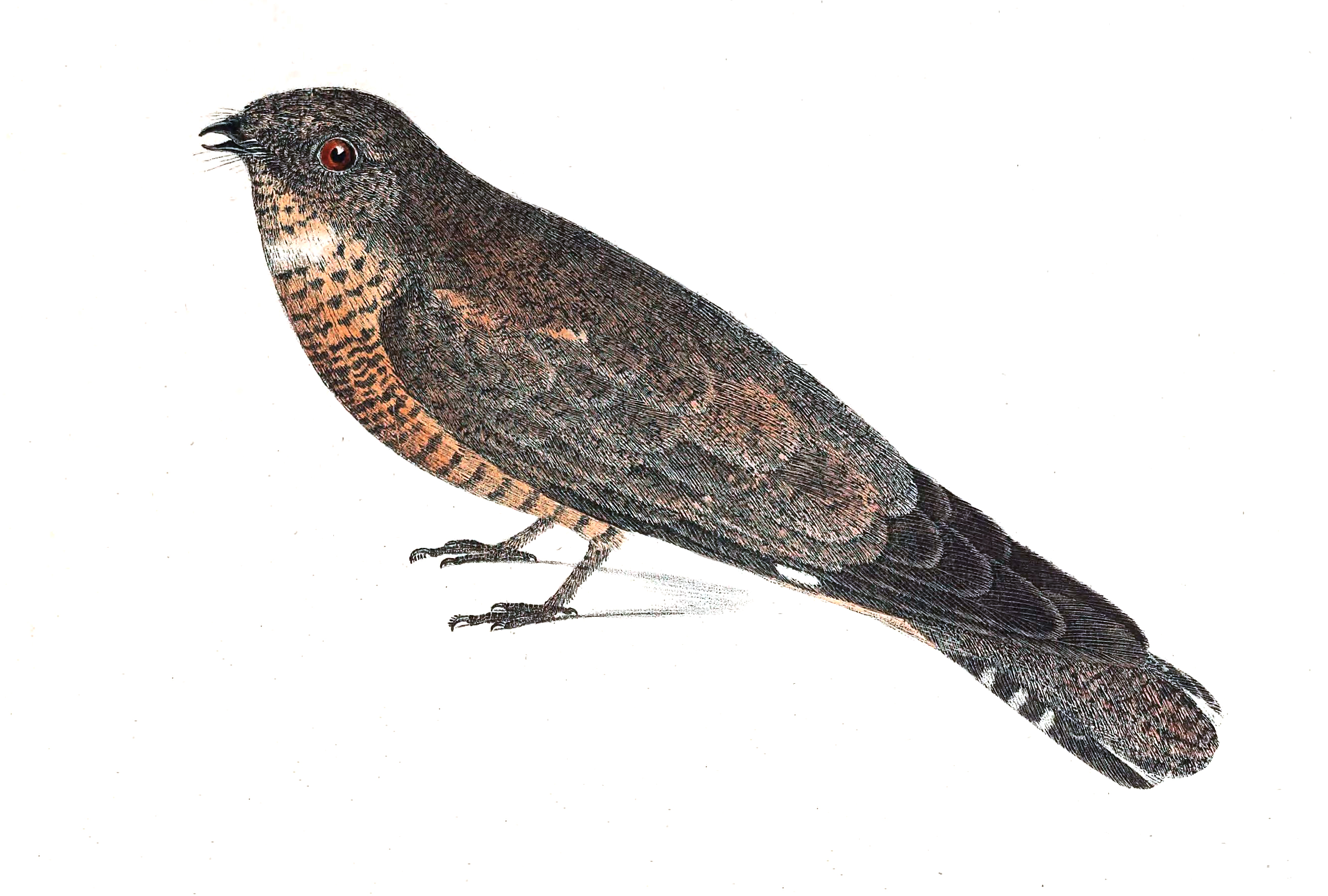
Бразильський дрімлюга

Довжина птаха становить 16-20 см. У самців номінативного підвиду верхня частина тіла коричнева, поцяткована сіруватими і коричневими плямками. Хвіст коричневий, поцяткований світлими смужками, деякі пера на кінці білі. На горлі охриста смуга, підборіддя і горло біле, на горлі коричневі смуги. На верхній частині грудей широкий охристо-коричневий "комір". поцяткований коричневими плямками, нижня частина грудей коричнева, поцяткована світлими плямками і смужками, живіт і боки охристі, поцятковані коричневими смужками. Самиці мають дещо блідіше забарвлення, білі плями на хвості у них відсутні. Представники підвиду N. h. cearae мають світліше забарвлення, ніж представники номінативного підвиду, живіт у них більш рудий, нижня частина тіла поцяткована світло-коричневими смужками, білі плями на хвості більш помітні. Представники підвиду N. h. vielliardi мають темніше забарвлення, ніж представники номінативного підвиду.

## Підвиди
Виділяють три підвиди:
- N. h. cearae Cory, 1917 — від Сеари до північної Баїї;
- N. h. hirundinaceus (Spix, 1825) — від Піауї до Баїї і Алагоаса;
- N. h. vielliardi (Ribon, 1995) — Еспіріту-Санту.

## Поширення і екологія
Бразильські дрімлюги мешкають на сході Бразилії. Вони живуть в сухих тропічних лісах і чагарникових заростях каатинги та у вологих атлантичних лісах, серед скель. Ведуть присмерковий і нічний спосіб життя. Живляться комахами, яких ловлять в польоті. Сезон розмноження триває з листопада по травень. Відкладають яйця просто на голу землю. В кладці 1 яйце. Вдень його насиджують переважно самиці, а вночі — самці.